# Savary III van Thouars
Savary III van Thouars (overleden in 1004) was van 997 tot aan zijn dood burggraaf van Thouars.

## Levensloop
Savary III was de tweede zoon van burggraaf Herbert I van Thouars en Hildegarde, dochter van burggraaf Cadelon II van Aulnay.
Na de dood van zijn oudere broer Amalrik III werd hij in 997 burggraaf van Thouars, wat hij bleef tot aan zijn dood in 1004. Hij nam tijdens zijn bewind een veld in dat behoorde tot de landerijen van heer Hugo IV van Lusignan, wat tot een langdurig conflict met het huis Lusignan leidde.
Savary was tweemaal gehuwd, telkens met een vrouw wier naam onbekend gebleven is. Uit zijn eerste huwelijk had hij een zoon Godfried II (overleden in 1055), die later burggraaf van Thouars werd, en uit zijn tweede huwelijk een zoon Hugo (995-?).
Savary werd als burggraaf van Thouars opgevolgd door zijn jongere broer Rudolf.